# دراسات كتابية
تشير الدراسات الكتابية إلى الدراسة الأكاديمية للكتاب المقدس لدى اليهود والمسيحيين والنصوص المتعلقة. يتألف الكتاب المقدس المسيحي تقليدياً من العهد القديم والعهد الجديد، بينما يعترف اليهود بالكتاب العبري فقط، والذي يسمى التناخ من الأحرف الأولى للتوراة (تعني شريعة) والنبييم (كتب الأنبياء) والكتوبيم (الكتابات). يدرس أيضا علماء الكتاب نصوصا أخرى مثل السوديبيجرفا اليهودية والأبوكريفا اليهودية والمسيحية وكتابات مسيحية مبكرة قبل-نيقية والأعمال الأدبية اليهودية القديمة.